# Namie Amuro
Namie Amuro (japonsky: 安室 奈美恵, * 20. září 1977 Naha) je bývalá japonská zpěvačka pop music. V Japonsku prodala více než 40 milionů desek. Někdy bývá označována "královnou japonského popu", její vliv na japonskou kulturu bývá srovnáván s Madonnou v západní popkultuře. Začínala jako hlavní zpěvačka idolové skupiny Super Monkey's v roce 1992, když jí bylo 14 let. Roku 1995 podepsala smlouvu s nahrávací společností Avex Trax a začala sólovou dráhu. Úzká spolupráce s renomovaným producentem Tecujou Komurem vyústila v dance-popový zvuk se západními vlivy. Její singl z roku 1997 Can You Celebrate? zůstává nejprodávanějším singlem sólové umělkyně v japonské hudební historii. Okolo roku 2000 se její hudba začala vyvíjet od popu k R&B, jak stále více získávala kontrolu nad svou kariérou. Komerčně však přestala být úspěšná. Až osmé studiové album Amuro, Play (2007), s hitem Baby Don't Cry, zahájilo období komerčního obrození. V roce 2010 pokračovala v hudebních experimentech, zkusila žánr EDM. Později založila vlastní manažerskou společnost Stella88 a nahrávací společnost Dimension Point. Amuro ukončila svou kariéru v roce 2017 albem největších hitů Finally, které se stalo nejprodávanějším albem desetiletí a udělalo z ní jedinou umělkyni, která dosáhla milionu prodaných desek mezi teenagery, dvacátníky, třicátníky i čtyřicátníky. Odešla z hudebního průmyslu definitivně 16. září 2018.